# Vasco Núñez de Balboa
Vasco Núñez de Balboa (ur. ok. 1475 w Jerez de los Caballeros, zm. 15 stycznia 1519 w Acla, na terenie dzisiejszej Panamy) – hiszpański odkrywca, gubernator i konkwistador, założyciel pierwszej stałej europejskiej kolonii na kontynencie amerykańskim w Acla w pobliżu Darién w obecnej Panamie w 1511. Pierwszy Europejczyk, który 25 września 1513 roku poprzez Przesmyk Panamski dotarł do Oceanu Spokojnego, nazwanego przez niego Morzem Południowym. Oskarżony o zdradę, został schwytany przez Francisco Pizarro, skazany na śmierć i stracony w mieście, które sam wcześniej założył.

## Życiorys
W 1500, uciekając przed wierzycielami, zaciągnął się do załogi Rodriga de Bastidasa i odbył rejs przez Atlantyk, a następnie wzdłuż wybrzeży późniejszej Kolumbii od zatoki Maracaibo do zatoki Darién. Po rozbiciu się statków w sztormie na Hispanioli osiadł w Santo Domingo i zasłynął jako hulaka, hazardzista i awanturnik.
W Santo Domingo otrzymał przydziałowe repartimiento, czyli luźno zorganizowany system przymusowych robót publicznych, przez który musiały przejść wszystkie indiańskie społeczności, znany w Nowej Hiszpanii właśnie pod tą nazwą, a w Peru (gdzie Inkowie już wcześniej korzystali z podobnego systemu) pod nazwą mita. W tym systemie społeczności tubylcze zamieszkujące jakikolwiek obszar mogły spotkać się z żądaniem, by dostarczyły do robót publicznych zmieniające się stale grupy robotników o ściśle określonej liczbie ludzi, na określony czas i za ściśle określonym wynagrodzeniem.
Produkcję złota i srebra – zważywszy ich znaczenie dla dochodu królewskiego – traktowano zazwyczaj jako cel publiczny i w ten sposób rekrutowano do pracy w kopalniach dużą liczbę niewykwalifikowanej siły roboczej. Jednak Balboa gospodarował do tego stopnia nieudolnie, że wkrótce popadł w długi. Gdy doszły go słuchy o wyprawie Alonsa de Hojedy do osady San Sebastian, którą w 1505 roku założył nad kolumbijską zatoką Darién, obmyślił niezwykły sposób ucieczki przed prześladującymi go wierzycielami. Gdy na początku 1510 roku dwa okręty, ekwipowane pod kierownictwem prawnika Martina Fernándeza de Enciso (wspólnika Alonsa de Hojedy), miały już opuścić port, Balboa dostał się na jeden z nich, ukryty w pustej beczce na solone mięso. Statek wypłynął z Santo Domingo z posiłkami dla kolonistów pozostawionych pod dowództwem Francisca Pizarro w San Sebastian w Kolumbii. Balboa ujawnił się na pełnym morzu; Enciso chciał go wysadzić na pierwszym napotkanym lądzie, ale wstawiła się za nim załoga.

### Burmistrz Darién
Po przybyciu do Złotej Kastylii (hiszp. Castilla del Oro), bo taką nazwę otrzymał później ten odcinek wybrzeża, zastali tylko zgliszcza osady oraz część niedobitków, a wśród nich Francisca Pizarra. Hojeda, nie doczekawszy się okrętu z zaopatrzeniem, wrócił na Hispaniolę. W dodatku dwie karawele Enciso utknęły na mieliźnie u wejścia do zatoki Darién. Balboa zdopingował załogi do ściągnięcia jednostek z mielizny i udania się na nich do leżącej w głębi Darién małej zatoki Urabá, gdzie podczas poprzedniego rejsu z Bastidasem widział indiańską wioskę.

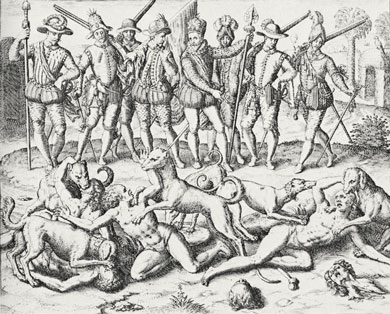
Vasco Núñez de Balboa karze śmiercią, przez zagryzienie przez psy bojowe Indian za seks homoseksualny, rysunek z 1594 rok

U ujścia rzeki Tuira postanowili założyć osadę, którą w podzięce za ocalenie statku w czasie sztormu nazwali Santa María la Antigua del Darién, a później Darién. Zaledwie zagospodarowali się na nowym miejscu, a już wśród awanturników wybuchły zatargi, zakończone odsunięciem od władzy Enciso i powołaniem na alkada Balboi. Nowy przywódca zaczął rządy od odesłania do Hiszpanii uwięzionego Enciso, w towarzystwie zaufanego człowieka, któremu powierzył list do króla Ferdynanda. Opisywał w nim wypadki w Darién i prosił o uznanie takiego stanu rzeczy. Sam rozpoczął konkwistę nowego terytorium.
Pierwsza z prawdziwego zdarzenia ekspedycja badawcza pod jego dowództwem opuściła Darién w 1512 roku. Jej celem było dotarcie na terytorium wodza o imieniu Dabeiba – głównego dostawcy złota. W trakcie dwóch wypadów Balboa zbadał Río Atrato z jej dopływami, a swoje spostrzeżenia przekazał w liście do króla z 20 stycznia 1513 roku, w którym opisywał metody pozyskiwania kruszcu przez Indian.

### Odkrycie Pacyfiku
Vasco Núñez de Balboa, kiedy był w stanie pojąć miejscowe narzecze, usłyszał od kacyka Comogro o bezkresnym morzu i kraju zasobnym w bajeczne bogactwa, co odnotował w liście z 20 stycznia 1513 roku:

Indianie twierdzą, że jest inny ocean, oddalony o trzy dni drogi stąd [...] mówią, że ocean ten jest bardzo wygodny do podróżowania łodzią, ponieważ jest zawsze spokojny. [...] Wierzę, że na morzu tym znajduje się wiele wysp [...] oni mówili mi, że jest tam obfitość pereł ogromnej wielkości i miejscowi kacykowie, a nawet pospolici Indianie mają ich pełne kosze.

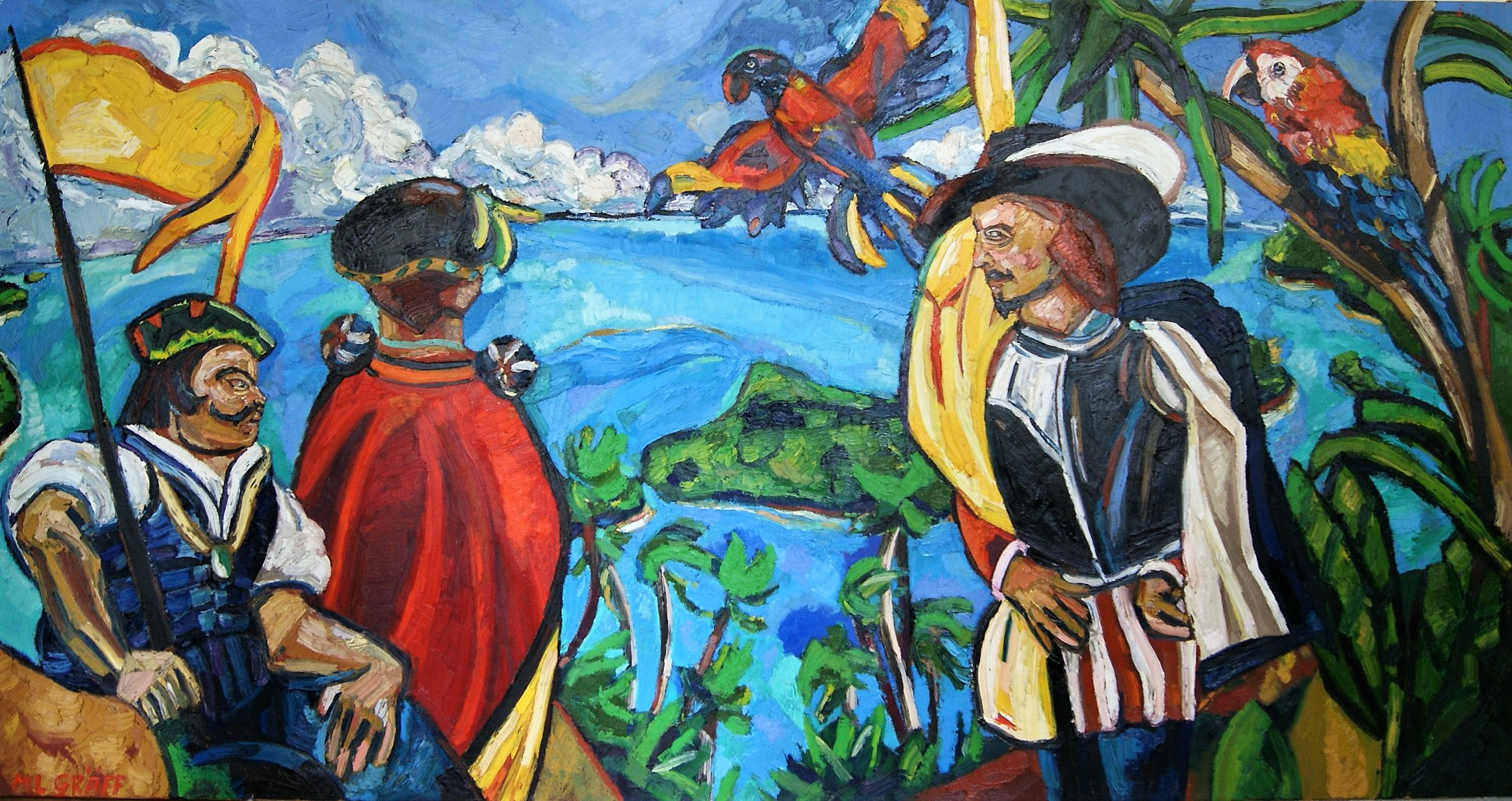
Odkrycie Pacyfiku, Vasco Núñez de Balboa, Panama - 25 września 1513, 11 rano, obraz Matthiasa Laurenza Gräffa (2009/10)

Balboa zignorował list od alkada Zamudii, który donosił nie tylko o odmowie uznania jego władzy, lecz o oskarżeniach o zdradę, i 1 września 1513 roku wyruszył na poszukiwania krainy bogactw, mając pod swoją komendą 190 Hiszpanów i 600 Indian pod wodzą zaprzyjaźnionego kacyka Comogro. Po uciążliwym, trwającym sto dwadzieścia dni marszu Balboa stanął na szczycie grzbietu górskiego, skąd w oddali spostrzegł połyskującą taflę wodną Oceanu Spokojnego. Było to 26 (według niektórych dokumentów 25) września. Na rekonesans udał się Francisco Pizarro z dwoma towarzyszami, a jeden z nich, niejaki Alonso Martín, jako pierwszy wkroczył w fale oceanu. Vasco Núñez de Balboa nadał oceanowi nazwę Wielkiego Morza Południowego (hiszp. Mar del Sur) i proklamował go własnością króla Hiszpanii, do którego wysłał list pełen obietnic oraz złoto i perły. Zatokę ochrzcił imieniem świętego Michała – patrona tego dnia. 18 stycznia 1514 roku powrócił triumfalnie do Darién, przynosząc ze sobą nie tylko intrygujące wiadomości, lecz także wielkie skarby, bo oprócz pereł i złota konkwistadorzy obłowili się jeszcze srebrem, jakie znaleźli wśród plemion, których wsie napotkali na swej drodze. Raport i quinto real (czyli należny królowi hiszpańskiemu podatek w wysokości 20% od zamorskich zdobyczy) wywarły odpowiednie wrażenie na dworze i złagodziły wrogie nastroje wobec Balboi. Wzbudziły też zawiść i chęć wykorzystania na swoją korzyść odkrycia dokonanego przez kogo innego.

### Gubernator Mar Del Sur
Wprawdzie Balboa został uznany za adelantado Morza Południowego oraz gubernatorem Panamy i Coiby, lecz funkcja wielkorządcy Darién przypadła w udziale 74-letniemu wówczas don Pedro Arias de Ávila, zwanemu przez współczesnych mu w skrócie Pedráriasem Dávilą i którego – po zdobyciu sławy w walkach z Maurami – określano mianem "Szejtana-Zapaśnika". Swoje stanowisko zawdzięczał mariażowi z doñą Beatriz de Bobadilla, markizą Moya, znaną z przyjacielskiej zażyłości z królową Izabelą. To potwierdza, że relacja Balboi szybko – jak na owe czasy – dotarła do Hiszpanii, gdzie jeszcze szybciej zorganizowano ekspedycję złożoną z dwóch tysięcy żołnierzy i awanturników na pokładach 15 okrętów, przyciągniętych nadzieją łatwego wzbogacenia się.
Tymczasem Balboa na barkach Indian przetransportował do Zatoki św. Michała materiały i osprzęt okrętowy, aby zbudować cztery brygantyny. Na ich pokładzie chciał dotrzeć do legendarnego królestwa Biru, lecz na przeszkodzie stanęła burza. W efekcie był zmuszony zawrócić do Darién, dokąd wkrótce przybyła flotylla Pedráriasa, z rozkazu którego Balboa został aresztowany pod zarzutem buntu przeciw władzy. Dopiero rewolta wśród ciemiężonych Indian zmusiła Pedráriasa, który zdążył zyskać przydomek "Tygrysa Przesmyku", do wypuszczenia konkwistadora na wolność. Ten – po uśmierzeniu powstania krajowców – udał się na odkryte przez siebie wybrzeże w celu założenia tam osady o nazwie Panama. Stamtąd rozpoczął przygotowania do ostatecznego podboju Biru.

### Śmierć Balboi
Wieści o tym zostały przekazane Pedráriasowi, który postanowił pozbyć się rywala, zwłaszcza, że wypuszczając go z więzienia obiecał oddać Balboi rękę swojej córki, czego nie miał zamiaru robić. Wezwał go więc do siebie, a gdy ten, nie podejrzewając podstępu, znalazł się w porcie Acla, leżącym na terytorium zaprzyjaźnionego z nim kacyka Careta, został aresztowany i osadzony w więzieniu, gdzie przez kilka miesięcy czekał na proces. Wśród zarzutów było wyłamywanie się spod władzy królewskiej, przy okazji powrócono do zatargu z Enciso. Świadkiem przeciwko Balboi w obu tych sprawach był Francisco Pizarro, który zresztą dokonał też jego aresztowania. Więźnia oskarżono również o ścinanie drzew na budowę nowej osady bez pozwolenia Pedráriasa.
Balboę i jego czterech towarzyszy ścięto na głównym placu Acli w styczniu 1519 roku. Ich głowy przez kilka dni były wystawione na włóczniach.

## Balboa w oczach innych
Balboa potrafił postępować z autochtonami, zdobywając w ten sposób przyjaźń kilku miejscowych wodzów, którzy przyjęli chrzest. Dzięki temu został ostrzeżony przez Indiankę Fulvię o przygotowywanej rewolcie tubylców, podobnie jak Cortés przez Malinche 10 lat później w Cholula. Żołnierze twierdzili, że był dobrym człowiekiem i dowódcą, gdyż dzieląc zawsze dolę i niedolę ze swymi podkomendnymi nie chciał opuszczać chorych i rannych, których w szeregach ekspedycji była spora liczba. Potwierdza to historyk Gonzalo Fernández de Oviedo:

Jeśli którykolwiek z jego ludzi bywał zmęczony lub chory, Balboa go nie opuszczał. Przeciwnie [...] wychodził z kuszą, by upolować ptaka i zanieść go choremu, którego pielęgnował i pocieszał jak syna lub brata. W całych Indiach [tj. Ameryce Południowej] żaden dowódca mu nie dorównywał.

## Upamiętnienie
Od jego nazwiska pochodzi nazwa panamskiej waluty – balboa.Jego wizerunek umieszczony był na licznych panamskich monetach obiegowych.
Na jego cześć nazwano miasto w Panamie przy wejściu do Kanału Panamskiego od strony Oceanu Spokojnego.